# 赫列博罗德诺耶农村居民点
赫列博罗德诺耶农村居民点（俄语：Хлебородненское сельское поселение）是俄罗斯联邦沃罗涅日州安纳区所属的一个农村居民点。其下辖有3个居民点，行政中心为赫列博罗德诺耶。据2016年统计，该农村居民点的人口为767人。